# 伝統文法
伝統文法（でんとうぶんぽう、英: traditional grammar, classical grammar）とは、古典ギリシア語とラテン語の文献学を端緒とし、ルネサンス期に発展した言語の構造を記述するための研究方式である。伝統文法は語を品詞に分類するほか、それらの屈折パターン、およびこれらの組み合わせにより構成される文の統語規則を記述することを試みた歴史的な文法研究であり、現代統語論の礎となっている。
伝統文法は理論言語学における近代の文法理論としばしば比較されるが、近代理論は伝統文法における記述的研究から派生的に発展したものである。 両者の違いとして、伝統文法は実使用されることばを体系化および記述するのを目的とするのに対し、現代言語学は体系的に記述された文法ルールが「なぜ」そのようにならなければならないのかに焦点を置き、より哲学的・生物学的真理に近い、言語知識及び能力のあらまし自体を説明する点が挙げられる。現代理論からすると、伝統文法の手法は「このようにことばを使用すれば正しいものとなる」という一種のスローガンを模索するという意で規範的（英: prescriptive）と呼ばれ、教育現場などでは今日でも用いられる手法である一方、これは学術的観点からはことばの「なぜ」に迫る研究方式ではないことから、非科学的方式と見做される場合も多い。

## 歴史
記録上の最古の文法研究は、ヴィヤーカラナ（サンスクリット: व्याकरण vyākaraṇa）と呼ばれるサンスクリット語の記述研究であるとされており、インド人文法学者のパーニニが、紀元前4世紀から2世紀の間にサンスクリット語の記述文法として『アシュターディヤーイー』（Aṣṭādhyāyī）を著した。この著作は、同時期に書かれたサンスクリット語の文法書と共にしばしば記述研究の端緒と位置付けられている。パーニニの研究は、ヨーロッパにおいては数世紀後までその存在が知られていなかったが、紀元前2世紀から1世紀の間に書かれたとされるタミル語の文法書『トルハーピヤム』（Tolkāppiyam）などを始めとする、アジア起源の文法書に多大な影響をもたらしたと考えられている。
中世の時代を通して、古典ギリシア語やラテン語では記述文法の手法はほとんど用いられていなかったが、当該言語の文法自体は、文学および哲学とともにルネサンス期に広く研究された。また、印刷機の発明およびウルガタ・ラテン語がリングワ・フランカとしてヨーロッパで普及したのに伴い、ラテン語は教育の場でも学習の対象となった。
当時は完成形と呼べる文法書は稀であったが、古代ギリシャ語の文献学者とラテン語教師がことばの構造について書き記した書を残しており、ギリシャ語およびラテン語の文法学者が作成した文法記述はヨーロッパで伝統文法が発展する土台となったほか、特にローマの文法学者が4世紀までに進めた研究は、論理表現を用いて文法を記述するシステムを確立させたと言われている。西洋言語の記述研究はラテン語の文法研究体系に基づいており、これは伝統文法の研究手法にも多大な影響をもたらしている。
これらの経緯を経て残された、ラテン文法の枠組みに基づいた文法の研究法および教育法、またはこれを行うための記述的道具立てが伝統文法のあらましであるが:649、教育の現場においては一時期は積極的に用いられ、一時期は用いられないという状況が繰り返された。ルネサンスの末期には、ラテン語ではなくその土地ごとの言語で教育が行われることも増え、言語ごとの独自の文法書が作成されたほか、19世紀には850以上の英語の教育用文法書が出版された。なお、ラテン文法（=伝統文法）を元にした教育方法が英語教育の現場においても運用されることはあったが、これは言語獲得の効率性などにより重きを置いた教育方法と長らく競合状態にある。第二言語教育や外国語教育においても、目標言語の習得を試みる際に伝統文法の手法を用いた教育方法と、これを元に改良された教育方法はなおも競合状態にある。

## 品詞
伝統文法において、品詞（英: parts of speech）という概念は、語の屈折パターンや統語規則を規定するうえで重要な概念である。多少の違いはあれど、伝統文法における品詞とは名詞（英: noun）、代名詞（英: pronoun）、形容詞（英: adjective）、動詞（英: verb）、副詞（英: adverb）、接置詞（英: adposition; 前置詞（英: preposition）、後置詞（英: postposition））、接続詞（英: conjunction）、感嘆詞（英: interjection）の8種類と規定される場合が多く、この分類はラテン語とその他のインド・ヨーロッパ語族の言語における語の機能と意味に基づいている。場合によっては、冠詞（英: article）や決定詞（英: determiner）なども品詞として分類されることもあるが、これらは主要品詞のサブカテゴリと見做される場合が多い。
それぞれの品詞は、ある語の文内での役割、意味、またはその両方により定義される。
| 品詞名     | 機能                                                           | 例 | |
| ---------- | -------------------------------------------------------------- | --- | --- |
| 名詞       | モノの名称 話者が個体として参照する対象                        | \| 下位品詞名 \| 英語 \| 機能 \| 例 \| \| ---------- \| ----------- \| ------------------------------------------- \| ----------------------------------------------------------------------------------------------------------------------------------------------------------------------------------- \| \| 一般名詞 \| common noun \| 抽象的なモノを参照 文脈により指示対象が変化 \| 物体（例: table、radio） 生物（例: cat、person） 場所（例: home、city） 動作（例: running, laughter, extinction） 属性（例: redness、size） 関係（例: closeness、relationship）など \| \| 固有名詞 \| proper noun \| 指示対象が変化しない特定のモノ \| Tokyo、Twitter、Ichiro Suzuki \| | |
| 代名詞     | 名詞の代わりに用いられる語                                     | Mary → she | |
| 形容詞     | 名詞または代名詞の属性や状態を詳述                             | My shirt is red. My red shirt is in the laundry. | |
| 動詞       | 論理学上の断言（英: assertion） 主語の動作や状態を表す         | My shirt is red. I own this house. Jesse Owens ran in the 1936 Olympics. | |
| 副詞       | 動詞、形容詞、文、またはその他の副詞を修飾し、意味を付け加える | People danced happily. Happily, I was paid on time. | |
| 接置詞     | 名詞（または代名詞）と、その他の文内要素との関係を示す         | Jesse Owens ran in the 1936 Olympics. A store on Main St. sells antique chairs. | |
| 接続詞     | 文内要素を繋ぎ合わせる                                         | Mack Robinson and Jesse Owens ran in the 1936 Olympics. Amanda borrowed money from me because she needed to pay the rent. | |
| 感嘆詞     | 感情または呼びかけを表す                                       | Ouch! Hey, you! | |
| 下位品詞名 | 英語                                                           | 機能 | 例 |
| 一般名詞   | common noun                                                    | 抽象的なモノを参照 文脈により指示対象が変化 | 物体（例: table、radio） 生物（例: cat、person） 場所（例: home、city） 動作（例: running, laughter, extinction） 属性（例: redness、size） 関係（例: closeness、relationship）など |
| 固有名詞   | proper noun                                                    | 指示対象が変化しない特定のモノ | Tokyo、Twitter、Ichiro Suzuki |

現代の言語学では、形態統語的機能と意味に基づいた分類は、文法をシステマティックに分析するという観点では不十分であると考えられており、これは、当該定義のもと語に単一の品詞を割り当てることが困難なためである。なお、伝統文法における品詞の定義は、そのほとんどにおいて同一のものが用いられている。

## 屈折
伝統文法において屈折（英: inflection）、または語形論（英: accidence）とは、文法機能に応じて語の形が変化することである。屈折は接辞（英: affix）の付加、または母音交替（英: apophony, vowel gradation, ablaut）と呼ばれる音韻の変化によってなされる場合が多い。中には、これらのパターンによる語形変化ではなく、不規則な屈折をするものもある。
屈折は主に動詞、名詞、代名詞、および形容詞にみられ、人称、数、性などに応じてその形が変化するほか、名詞、代名詞、および形容詞は、名詞と他の文内要素との関係性を表す格によっても屈折する（これを曲用（英: declension）と呼ぶこともある）。
動詞は、時制（英: tense）や相（英: aspect）、法（英: mood）、態（英: voice）に応じて屈折することもあり、これは活用（英: conjugation）と呼ばれ、「文主語と動詞は人称や数が一致しなければならない」という制約がこれにより満たされる。時制は文の時間的意味を表し、相は完了や完結等の動作や状態の様相を:42、法は叙述内容に対する話者の心的態度を:357、態は述語が表す動作や状態に紐づけられた参与者（英: participant）の関係性を表す（能動、受動など）:680。
屈折は、伝統的にリストやテーブルを用いて学習される。例として、ラテン語の動詞esseと、それに対応する英語の動詞 be は、以下のように活用される。
|          | 原形（不定詞） | 直説法現在 | 直説法現在 | 直説法現在 | 直説法現在 | 直説法現在 | 直説法現在 | 直説法過去 | 直説法過去 | 直説法過去 | 直説法過去 | 直説法過去 | 直説法過去 |
| 単数     | 単数           | 単数       | 複数       | 複数       | 複数       | 単数       | 単数       | 単数       | 複数       | 複数       | 複数       |            |            |
| 一人称   | 原形（不定詞） | 二人称     | 三人称     | 一人称     | 二人称     | 三人称     | 一人称     | 二人称     | 三人称     | 一人称     | 二人称     | 三人称     |            |
| -------- | -------------- | ---------- | ---------- | ---------- | ---------- | ---------- | ---------- | ---------- | ---------- | ---------- | ---------- | ---------- | ---------- |
| ラテン語 | esse           | sum        | es         | est        | sumus      | estis      | sunt       | fui        | fuisti     | fuit       | fuimus     | fuistis    | fuerunt    |
| 英語     | be             | am         | are        | is         | are        | are        | are        | was        | were       | was        | were       | were       | were       |

上記のテーブルでは、現在時制と過去時制、および直説法（英: indicative mood）のみを示しているが、他にも仮定法（英: subjunctive mood）や命令法（英: imperative mood）、未完了相（英: imperfective aspect）などに応じた数多の屈折パターンがある。英語においては、未完了は基本的に不定詞を用いて表され、直説法と仮定法での語形変化上の区別もないほか、進行相（英: progressive aspect）や完了相（英: perfective aspect）はあるが、ラテン語に見られるような未完了相はない。

## 統語
伝統文法における統語（英: syntax）とは、語の組み合わせにより句、節、文を構成するための規則である。統語はそれ自体が文法（英: grammar）と呼ばれることもあり、語文法（英: word grammar）という用語も同義的に用いられる。
伝統文法において、文は主語（英: subject）と述部（英: predicate）から成ると分析され、主語は文において話題となる事物を指し、述語は主語以外の文要素を指す。英語などをはじめとする多くの言語において主語は文頭に生起するが、そうでない言語も一定数存在する。
一般的に、文主語は名詞または代名詞、もしくはこれらを含む句により構成される。能動態の場合は、主語は動作主体として解釈され、受動態の場合、主語は動作の影響を受ける対象として解釈される（命令法の場合、主語は具現しない）。
述語（または述部）は複数の要素から成ることもあるが、どのような場合においても定形の動詞が必ず必要である。なお、述部は動詞のほかに目的語、主格補語（英: subject complement）、目的格補語（英: object complement）、接置詞句（英: adpositional phrase）、副詞句（英: advervial phrase）などを含むことがある。
また、他動詞と呼ばれる動詞は直接目的語（英: direct object）をとり、さらに間接目的語（英: indirect object）を取る場合もある。直接目的語は述語の示す事象から直接的な影響を受ける個体を表し、間接目的語は非直接的に影響を受ける個体を表す。なお、直接目的語と間接目的語が共起する場合、一般傾向として後者が前者の前に現れる。
以下の文では、直接目的語の the book は、動詞 give の表す動作から直接的な影響を受ける個体である。一方、間接目的語の Nikolai は、直接目的語が give された結果として、間接的に当該動作の影響を受ける個体である。
なお、間接目的語の代わりに、 to や for を伴う前置詞句が（直接目的語の後に）現れる場合もある。
主格補語とは、連結動詞と共に述部内に現れ主語の意味補完をする、主に名詞や形容詞から成る句で構成される述語要素である:333。
一方、目的格補語は、典型的に直接目的語、間接目的語、または接置詞の目的語名詞を修飾し、その意味内容を補填する。
接置詞句および副詞句は、述部に属するものと見做されることもあるが、多くの文法学者が付加部（英: adjunct）と呼ぶ。付加部は統語上随意的な要素であり、文内のどの位置にも非選択的に現れることができる、主語としても補部としても見做されない要素である:10。
接置詞句は、名詞、動詞、形容詞を修飾しその意味を補完する機能を有し、「接置詞（英: adposition）」とは前置詞（英: preposition）、後置詞（英: postposition）、両置詞（英: circumposition）の総称である。それぞれの違いは、（接置詞の）目的語との相対語順であり、前置詞は目的語の前に、後置詞は目的語の後ろに、両置詞は目的語を挟む形で二か所に現れる。
なお、接置詞句は副詞の一種として扱われる場合もあるが、基本的には異なるものとして扱われる。
副詞は時間、場所、様態などを修飾し、否定なども副詞または副詞相当語句（英: adverbial）により表されることが多い（例: not）。